# Presnowka (Schambyl)
Presnowka  (kasachisch und russisch Пресновка) ist ein Dorf (Selo) im Norden Kasachstans, nahe der Grenze zu Russland.

## Geographische Lage
Das Dorf liegt im Gebiet Nordkasachstan, etwa 130 km westlich der Gebietshauptstadt Petropawlowsk und 15 km südlich von der Grenze zu Russland. Es ist Verwaltungssitz des Rajons Schambyl, benannt nach dem Akyn Schambyl Schabajew.
Das Dorf ist nicht zu verwechseln mit dem Dorf Presnowka, das ebenfalls in Nordkasachstan 25 km nördlich von Petropawl im Rajon Kysylschar liegt.

## Söhne und Töchter des Ortes
- Iwan Schuchow (1906–1977), sowjetischer Schriftsteller
- Faddei Glebow (1887–1945), russischer Kriegsheld und Politiker